# 5328 Nisiyamakoiti
5328 Nisiyamakoiti este un asteroid din centura principală, descoperit pe 26 octombrie 1989, de Seiji Ueda,.